# Oxalis triangularis
Oxalis triangularis, auch Roter Dreiecks- oder Glücksklee sowie Roter Schmetterlingsklee und Rotblättriger Sauerklee genannt, ist eine Pflanzenart aus der Gattung Sauerklee (Oxalis) in der Familie der Sauerkleegewächse (Oxalidaceae).

## Beschreibung

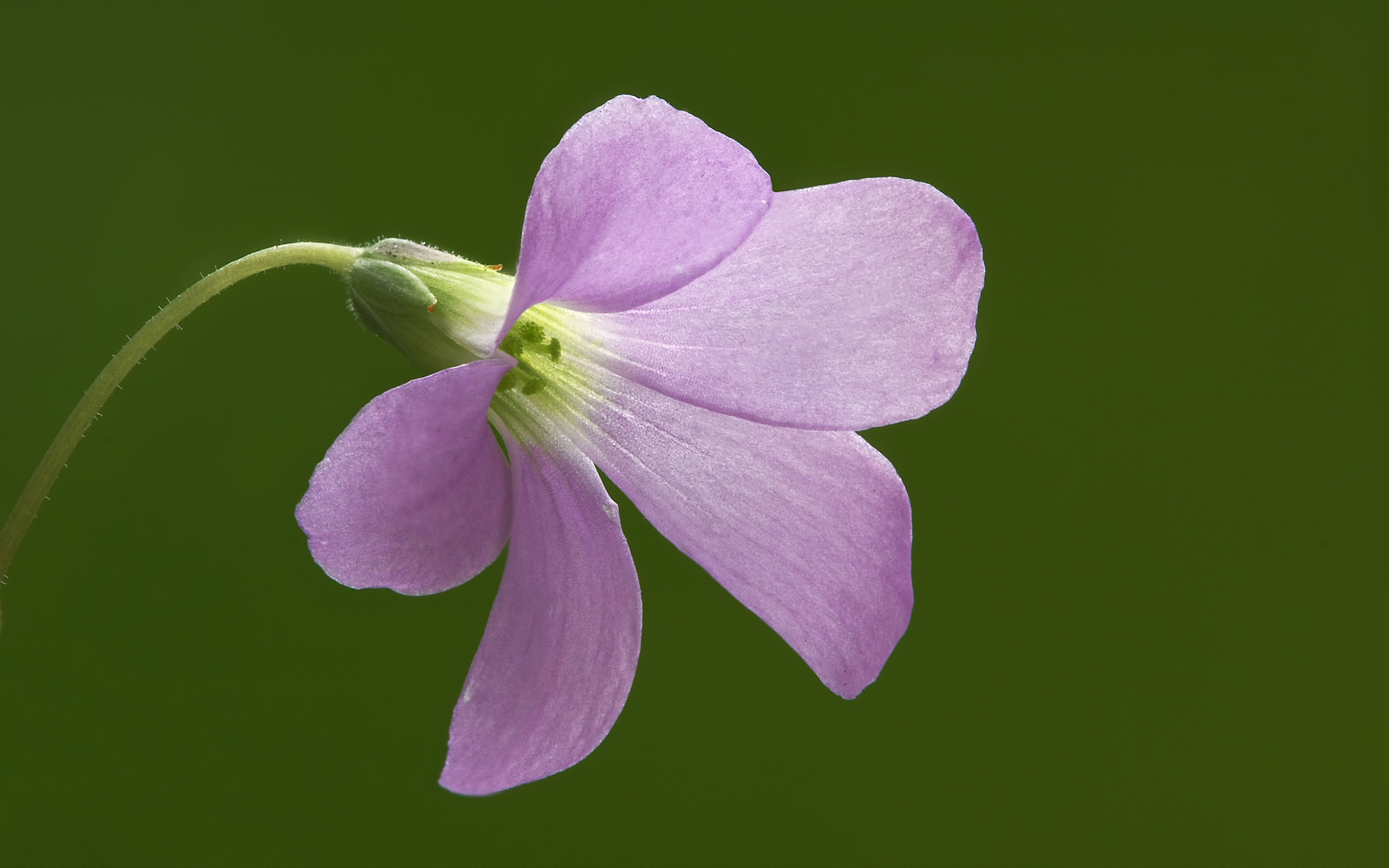
Fünfzählige Blüte

### Vegetative Merkmale
Oxalis triangularis wächst als ausdauernde krautige Pflanze und erreicht während der Blütezeit Wuchshöhen von 10 bis 25 cm. Bis auf die spärlich behaarte Unterseite der Blätter sind alle oberirdischen, vegetativen Pflanzenteile kahl. Das etwa 5 cm lange und 7 mm dicke Rhizom hat eine dachziegelartig-geschuppte Struktur.
Die meist vier bis neun in grundständigen Blattrosetten angeordneten Laubblätter sind in Blattstiel und Blattspreite gegliedert. Der Blattstiel ist 10 bis 15 cm lang. Die unpaarig gefiederte Blattspreite besteht aus drei Fiederblättchen. Die bei der Naturform blassgrünen Fiederblättchen sind bei einer Länge von bis zu 2,5 cm verkehrt-dreieckig und doppelt so breit und an der Spitze nur leicht oder gar nicht eingekerbt.

### Generative Merkmale
Die je Blattrosette ein bis vier Blütenstandsschäfte sind 10 bis 15 cm lang. Drei- bis sieben Blüten stehen in einem einfachen doldigen Blütenstand zusammen. Der Blütenstiel ist 2 bis 4 cm lang.
Die zwittrigen Blüten sind radiärsymmetrisch und fünfzählig mit doppelter Blütenhülle. Die fünf dicht behaarten Kelchblätter sind 5 bis 5,5 mm lang, schmal und an der Spitze leicht rötlich. Die fünf weißen Kronblätter sind etwa 2 cm lang und länglich-lanzettlich. Die Staubblätter und der Griffel sind dicht behaart.
Die fast kahle Kapselfrucht ist säulenförmig und enthält zahlreiche Samen in jedem Fruchtfach.

### Chromosomenzahl
Die Chromosomenzahl beträgt für Oxalis triangularis subsp. triangularis und für Oxalis triangularis subsp. papilionacea jeweils 2n = 28.

## Verbreitung
Das ursprüngliche Verbreitungsgebiet von Oxalis triangularis liegt in Südamerika, in Argentinien, Bolivien, Brasilien und Paraguay. Oxalis triangularis ist beispielsweise in den Vereinigten Staaten in Florida und Louisiana ein Neophyt.

## Nutzung

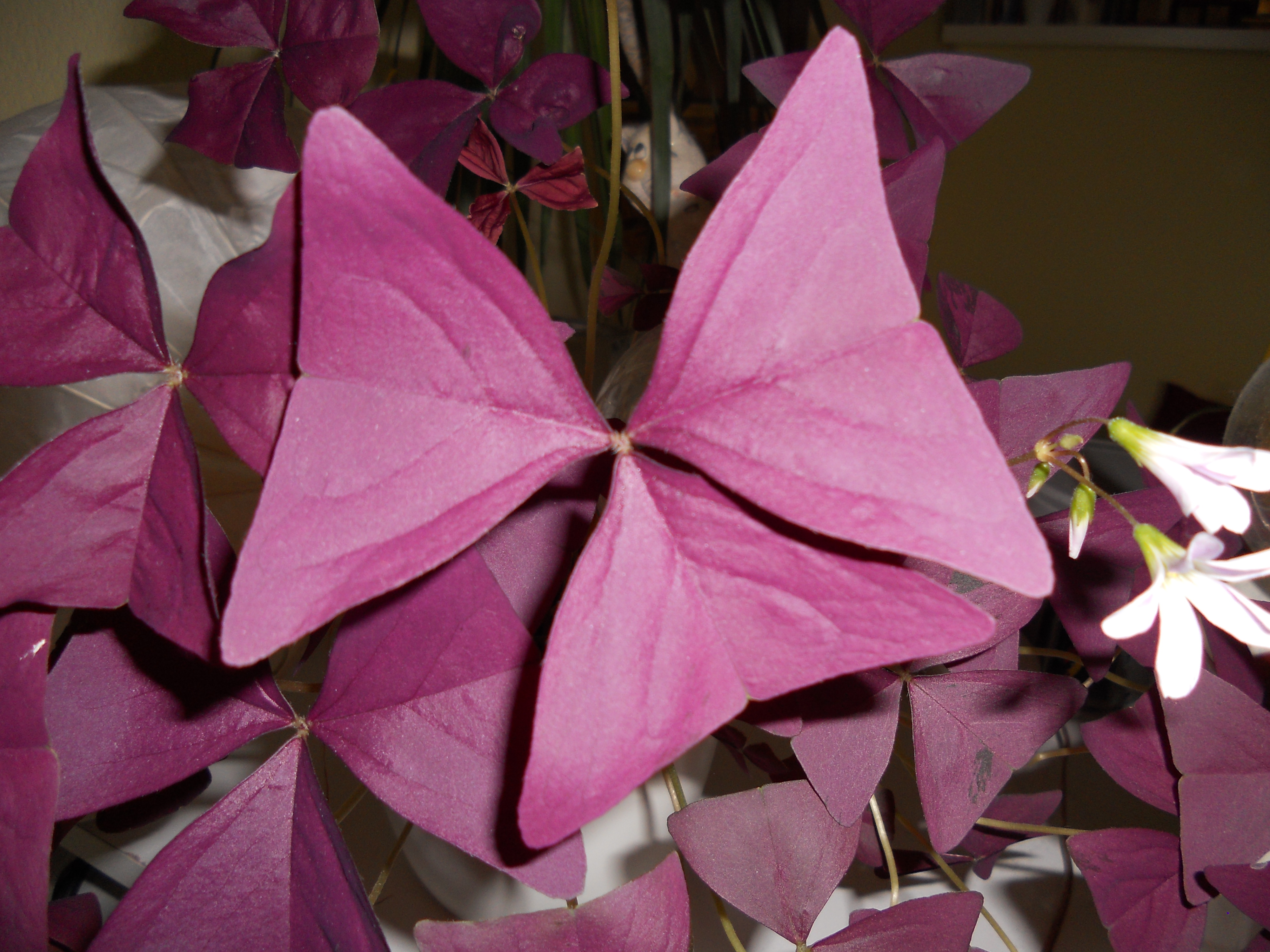
Zierform mit roten Blättern

Oxalis triangularis wird als Zierpflanze verwendet. Die Zierformen haben häufig beidseitig rote Blätter und werden zum Beispiel als Dreieckiger Glücksklee oder Roter Dreiecksklee bezeichnet.
Die Blätter werden roh oder gegart gegessen und besitzen auf Grund ihres Oxalsäure-Gehalts einen sauren Geschmack. Blätter und Blüten können als Dekoration für Salate verwendet werden, bei Verzehr größerer Mengen der Blätter kann die Oxalsäure zu Beschwerden führen. Die Rhizome werden roh oder gegart gegessen und besitzen einen süßen Geschmack.

## Systematik
Die Erstbeschreibung von Oxalis triangularis erfolgte 1825 durch Augustin François César Prouvençal de Saint-Hilaire in Flora Brasiliae Meridionalis, 4. Auflage, 1, S. 102. Synonyme für Oxalis triangularis A.St.-Hil. sind: Oxalis corumbaensis Hoehne, Oxalis glaberrima Norlind, Oxalis papilionacea Hoffmanns. ex Zucc., Oxalis regnellii Miq., Oxalis tenuiscaposa R.Knuth, Oxalis venturiana R.Knuth, Oxalis vernalis Fredr. ex Norlind, Oxalis yapacaniensis (Kuntze) K.Schum., Acetosella yapacaniensis Kuntze.
Es sind etwa zwei akzeptierte Unterarten bekannt:
- Oxalis triangularis subsp. papilionacea (Hoffm. ex Zucc.) Lourteig
- Oxalis triangularis A.St.-Hil. subsp. triangularis